# Wybory parlamentarne w Rwandzie w 2013 roku
Wybory parlamentarne w Rwandzie w 2013 roku – do Izby Deputowanych odbyły się w dniach 16-18 września 2013 i zakończyły się sukcesem Rwandyjskiego Frontu Patriotycznego (RPF), kierowanego przez urzędującego prezydenta Paula Kagame.

## Ordynacja
Izba Deputowanych niższa izba parlamentu składa się z 80 deputowanych. 53 członków wybieranych jest na pięcioletnią kadencję z zastosowaniem ordynacji proporcjonalnej. Byli oni wybierani w wyborach powszechnych 16 września 2013. 24 pozostałych miejsc przypada kobietom, dwóch deputowanych powołuje Krajowa Rada Młodzieży, a jeden jest mianowany przez Federację Stowarzyszeń Osób Niepełnosprawnych. Byli oni wyłaniani w wyborach lokalnych i wewnętrznych rad w dniach 17-18 września 2013. 
Do głosowania w wyborach powszechnych uprawnionych było około sześć milionów obywateli. Próg wyborczy dla partii wynosił 5 procent.

## Wynik wyborczy
Wybory parlamentarne z wynikiem 76,22% głosów wygrała koalicja Rwandyjski Front Patriotyczny. Swoich przedstawicieli do parlamentu wprowadziły również Socjaldemokratyczna Partia Rwandy i Partia Liberalna. Frekwencja wyborcza wyniosła 98,80%.
| Partia polityczna | Partia polityczna                                     | Liczba głosów | %      | Liczba mandatów | +/− |
| ----------------- | ----------------------------------------------------- | ------------- | ------ | --------------- | --- |
|                   | Rwandyjski Front Patriotyczny (FPR)                   |               | 76,22% | 41              | +1  |
|                   | Socjaldemokratyczna Partia Rwandy (PSD)               |               | 13,03% | 7               | 0   |
|                   | Partia Liberalna (PL)                                 |               | 9,29%  | 5               | +1  |
|                   | Socjaldemokratyczna Partia Imberakuri (PS-Imberakuri) |               |        | 0               | –   |
|                   | Razem                                                 |               | 100%   | 80              | –   |